# Grallina
A Grallina a madarak osztályának verébalakúak (Passeriformes) rendjébe tartozó nem.

## Rendszerezésük
A nemet Louis Pierre Vieillot francia ornitológus írta le 1816-ban, az alábbi 2 faj tartozik ide:
- szarkapacsirta (Grallina cyanoleuca)
- örvénypacsirta (Grallina bruijnii)

## Előfordulásuk
Ausztrália, Új-Guinea és Kelet-Timor területén honosak. Természetes élőhelyeik a szubtrópusi vagy trópusi erdők és nyílt területek, tavak, folyók és patakok környékén.

## Megjelenésük
Testhossza 20–30 centiméter közötti. Tollazatuk fekete és fehér.

## Életmódjuk
Főleg gerinctelenekkel táplálkoznak.